# Autostrada A12 (Belgia)
Autostrada belgiană A12 (în unele locuri N177) este o autostradă incompletă care pornește de la granița cu Țările de Jos și care leagă centura Anversului. După ce traversează centura Anversului, își continuă traseul pe lângă Wilrijk și Boom pentru a se termina la Bruxelles. Intrarea în Bruxelles se face prin avenue de Meysse.
Circulația venind dinspre Gent utilizează A112.
Deoarece autostrada este o ramificație a A1, nu are un număr european.

## Istoric

### Darea în folosință
- 1957 : Secțiunea Laeken (Laken) – Meysse (Meise) N277
- 1969 : Secțiunea Centura ocolitoare a localității Meysse (Meise)
- 1970 : Secțiunea Ekeren – nodul rutier Anvers-Nord (Antwerpen-Noord)
- 1978 : Secțiunea nodul rutier Anvers-Sud (Antwerpen-Zuid) – nodul rutier Wilrijk-Valaar
- 1982 : Secțiunea Tunelul Rupel
- 1993 : Secțiunea granița neerlandeză – Ekeren

## Traseu
| Descrierea traseului                                                                               | |              |
| A4                                                                                                 | |              |
| | Frontiera dintre Belgia și Țările de Jos. |              |
| A12                                                                                                | |              |
| 11 - Zandvliet                                                                                     | Orașe deservite: Zandvliet, Portul Haven 601-999, Ossendrecht⁠(d). | N101 N101d   |
| 12 - Berendrecht                                                                                   | Orașe deservite: Berendrecht, Putte. |              |
| | Pod peste Antitankgracht. |              |
| | Pod peste Afwateringsgracht. |              |
| 13 - Stabroek                                                                                      | Orașe deservite: Portul Haven 700-998, Stabroek. | N111         |
| Intersecție                                                                                        | Nod rutier între R2 și A12: Bruges, Gent, Portul Haven 491-2000 prin tunelul cu taxă Liefkenshoek.                                                                                                   | R2           |
| A12 R2                                                                                             | |              |
| | Pod peste Afwateringsgracht. |              |
| Ieșire                                                                                             | Orașe deservite: Hoevenen (nod rutier parțial). |              |
| 15 - Leugenberg                                                                                    | Orașe deservite: Hoevenen, Kapellen, Anvers-Leugenberg (nod rutier parțial). | N114b        |
| 16 - Ekeren                                                                                        | Orașe deservite: Ekeren, Portul Haven 1-490. | N180         |
| Antwerpen-Noord                                                                                    | Nod rutier între A1, R1 și A12: Breda. | A1 R1 E19    |
| De la nodul rutier Antwerpen-Noord până la nodul rutier Antwerpen-Zuid: tronson comun cu A1 și R1. | |              |
| A12                                                                                                | |              |
| A1 R1 A12 E19                                                                                      | |              |
| 1 - Merksem                                                                                        | Orașe deservite: Anvers, Anvers-Luchtbal, Merksem. | N129         |
| | Viaductul Merksem (1 700 m). |              |
| 2 - Deurne                                                                                         | Orașe deservite: Anvers, Anvers-Deurne, Wijnegem (nod rutier parțial). | N120 N129    |
| Antwerpen-Oost                                                                                     | Nod rutier între A13, A1, R1 și A12: Aachen, Liège, Hasselt, Eindhoven. | A13 E34 E313 |
| A1 R1 A12 E19 E34                                                                                  | |              |
| 3 - Borgerhout                                                                                     | Orașe deservite: Anvers, Borgerhout, Aeroportul Internațional Anvers. | N184         |
| 4 - Berchem                                                                                        | Orașe deservite: Anvers, Mortsel, Berchem (nod rutier parțial). | N1 N173      |
| Antwerpen-Zuid                                                                                     | Nod rutier între A1, R1 și A12: Gent, Bruges, Portul Haven 1000-2000, Bruxelles, Mechelen. | A1 R1 E34    |
| A1 R1 A12 E19 E34                                                                                  | |              |
| A12                                                                                                | |              |
| 5 - Le Grellelaan                                                                                  | Orașe deservite: Anvers, Wilrijk, Zonă expozițională (nod rutier parțial). | N150         |
| | Tunelul Bevrijding (350 m). |              |
| Intersecție                                                                                        | Nod rutier între A112 și A12: Bruges, Gent, Anvers-Centru (nod rutier parțial). | A112         |
| | Viaductul Wilrijk (1 200 m). |              |
| Ieșire                                                                                             | Orașe deservite: Hoboken, Zona industrială Wilrijk. |              |
| A12                                                                                                | |              |
| A12                                                                                                | |              |
| Ieșire                                                                                             | Orașe deservite: Kontich, Aartselaar, Hemiksem, Mortsel, Wilrijk, Zona industrială Autostad (nod rutier parțial).                                                                                    | N177         |
| Ieșire                                                                                             | Orașe deservite: Kontich, Aartselaar, Hemiksem, Zona industrială Aartselaar-Noord, Zona industrială Aartselaar-West (nod rutier parțial).                                                            | N177         |
| Ieșire                                                                                             | Orașe deservite: Aartselaar, Zona industrială Aartselaar-West (nod rutier parțial). | N177         |
| Ieșire                                                                                             | Orașe deservite: Schelle, Aartselaar, Zona industrială Aartselaar-Oost, Zona industrială Aartselaar-West (nod rutier parțial).                                                                       | N177         |
| Ieșire                                                                                             | Orașe deservite: Boom, Niel, Reet, Zona industrială Aartselaar-Oost, Zona industrială Boom (nod rutier parțial).                                                                                     | N177         |
| A12                                                                                                | |              |
| A12                                                                                                | |              |
| 9 - Boom                                                                                           | Orașe deservite: Boom, Zona industrială Willebroek, Zona industrială Puurs Kanaalzone, Zona industrială Boom-Niel, Zona industrială Boom.                                                            | N177         |
| | Tunelul Rupel (580 m). |              |
| 8 - Rupel-Kanaalzone                                                                               | Orașe deservite: Willebroek-nord, Zona industrială Willebroek, Zona industrială Puurs 600-799. | N177         |
| 7 - Puurs                                                                                          | Orașe deservite: Sint-Niklaas, Dendermonde, Willebroek, Puurs. | N16          |
| A12                                                                                                | |              |
| A12 N16                                                                                            | |              |
| 6 - Willebroek                                                                                     | Orașe deservite: Mechelen, Zona industrială Willebroek. | N16          |
| A12 N16                                                                                            | |              |
| A12                                                                                                | |              |
| | Orașe deservite: Breendonk, Tisselt. |              |
| Ieșire                                                                                             | Orașe deservite: Londerzeel, Zona industrială Londerzeel, Zona industrială Puurs 001-099 (nod rutier parțial).                                                                                       |              |
| | Granița provincială între Anvers și Brabantul Flamand |              |
| A12                                                                                                | |              |
| A12                                                                                                | |              |
| 3 - Meise                                                                                          | Orașe deservite: Grimbergen, Meise, Wolvertem. | N211         |
| Ieșire                                                                                             | nod rutier parțial care se ramifică din A12. | N277         |
| | Pod peste râul Maalbeek. |              |
| Strombeek-Bever                                                                                    | Nod rutier între R0 și A12: Namur, Liège, Aeroportul Bruxelles, Zona Industrială Verbrande Brug, Portul Haven-Noord; Mons, Charleroi, Gent, Wemmel, Zonă expozițională, Zona Industrială Anderlecht. | R0 E19 E40   |
| 2 - Strombeek-Bever Centrum                                                                        | Orașe deservite: Strombeek-Bever (nod rutier parțial) (Sens Anvers → Bruxelles). | N277         |
| 2 - Strombeek-Bever Centrum                                                                        | Orașe deservite: Strombeek-Bever (nod rutier parțial) (Sens Bruxelles → Anvers). | N276         |
| | Granița provincială între Brabantul Flamand și Bruxelles. Granița regională între Flandra și Regiunea Capitalei Bruxelles.                                                                           |              |
| 1 - Gros Tilleul/Dikke Linde                                                                       | Oraș deservit: Laeken. | N276 N277    |
| A12                                                                                                | |              |
| R21 R21a                                                                                           | |              |